# Julius Wagner-Jauregg
Julius Wagner von Jauregg (n. 7 martie 1857, Wels, Austria Superioară, Austria – d. 27 septembrie 1940, Viena, Austria) a fost neurolog și psihiatru austriac. Pentru descoperirea metodei de terapie a paraliziei progresive prin inocularea malariei i s-a decernat Premiul Nobel pentru Fiziologie sau Medicină în 1927.